# الونا، ساسکاچوان
الونا، ساسکاتچیوان (به انگلیسی: Alvena, Saskatchewan) یک منطقهٔ مسکونی در کانادا است که در ساسکاچوان واقع شده‌است.

## خصوصیات
الونا ۵۵ نفر جمعیت دارد.